# Rebel Heart Tour
Die Rebel Heart Tour war die zehnte Tournee der amerikanischen Sängerin Madonna, die am 9. September 2015 in Montreal startete und am 20. März 2016 in Sydney, Australien endete. Mit der Tour bewarb die Künstlerin ihr dreizehntes Studioalbum Rebel Heart, das im März 2015 weltweit erschien.

## Hintergrund

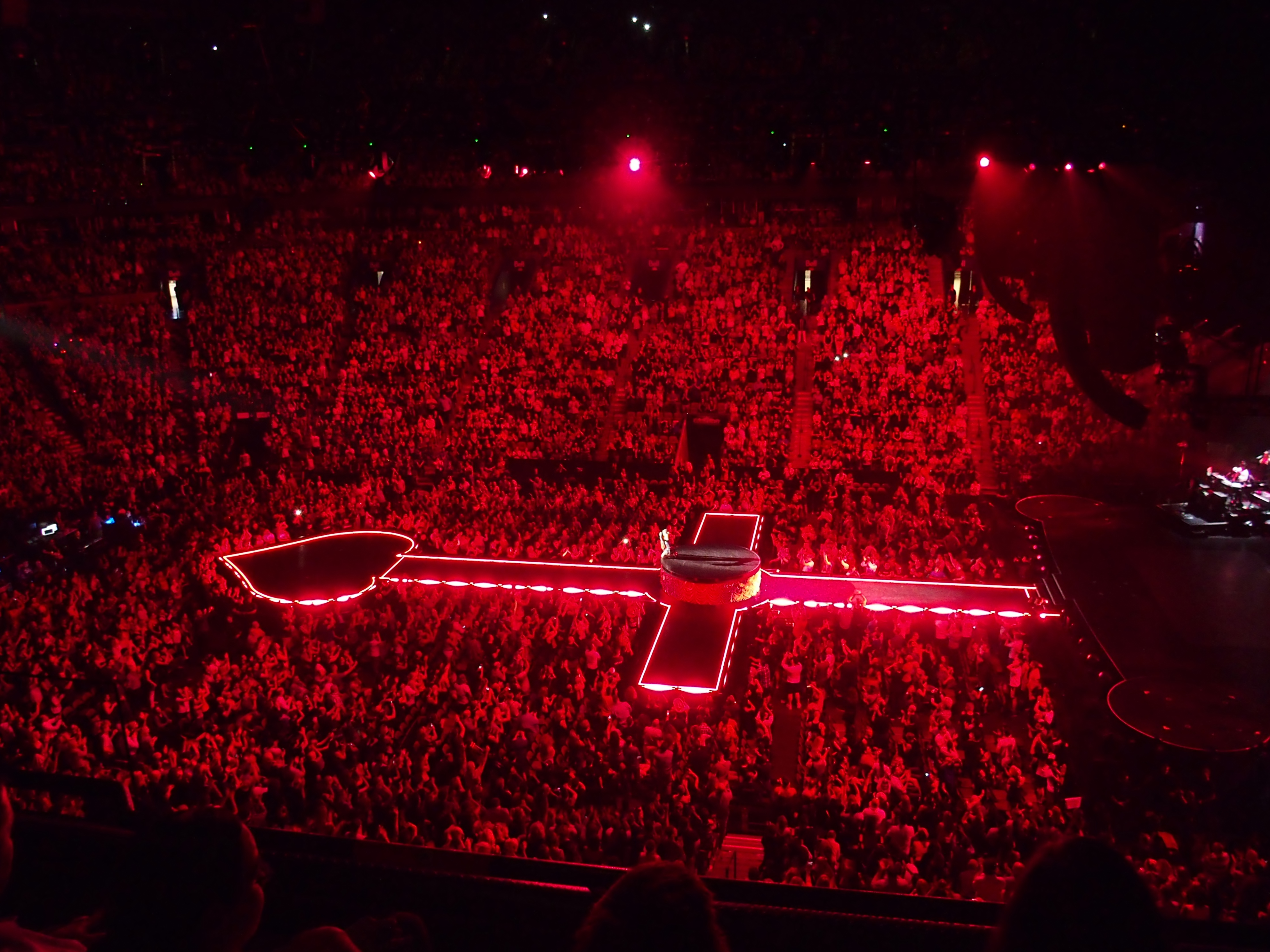
Gesamtansicht der Bühne

Nach den vielbeachteten Auftritten bei den Grammys und Brit Awards im Februar 2015 wurden erstmals Tour-Gerüchte am 2. März 2015 durch ihre offizielle Website bestätigt. Bis Ende März 2015 wurden insgesamt 35 Konzerte angekündigt.
Das Album Rebel Heart wurde bereits vor der Veröffentlichung im Internet geleakt; Madonna selbst nannte dies eine „Künstlerische Vergewaltigung“ und ließ ihre Wut über Instagram aus. Das Album erschien am 6. März 2015 in Deutschland und vier Tage später weltweit.
Am zweiten März wurden die ersten Tour-Daten veröffentlicht und es wurde bekannt gegeben, dass die Rebel Heart Tour Madonnas letzte Konzerttournee sein wird, die unter Live Nation laufen wird. Der Pressemitteiler von Live-Nation, Arthur Fogel, äußerte sich auch zu den Leaks: „It’s kind of strange how it all came about, but it certainly hasn't been a negative in terms of getting people engaged with the new music. Anything that helps put it out there is good, even if it happens in a weird way.“ (Dt: […]Es ist sicherlich komisch, wie das alles gekommen ist, aber es hat kein negativen Einfluss hinterlassen, wenn es darum geht, Leute auf ihre Musik aufmerksam zu machen, […])

## Verkauf
Nachdem erste Tickets erhältlich waren, waren alle 15.000 Tickets für das Konzert in der Bercy Arena innerhalb von fünf Minuten komplett ausverkauft.
In Edmonton, Paris, Amsterdam, Prag, Köln und Berlin wurde jeweils eine zweite Show aufgrund hoher Nachfragen hinzugefügt. In Turin wurde eine dritte Bonus-Show hinzugefügt, ebenso in Mannheim und Zürich. In Kanada wurden die Shows sehr gut verkauft, und in Edmonton, Toronto und Montreal wurden Bonustermine hinzugefügt. Auch in Miami und New York City wurden jeweils eine zweite Show hinzugefügt. Inzwischen waren nach 35 Shows bereits 53 auf dem Plan und auch Asien und Australien wurden noch angekündigt.
Am 21. Mai wurden die ersten fünf Konzerte (alle in den USA) an das Ende der Tour verschoben. Madonna gab bekannt, dass sie noch etwas Zeit bräuchte um sich auf die Tournee vorbereiten zu können.

## Songliste

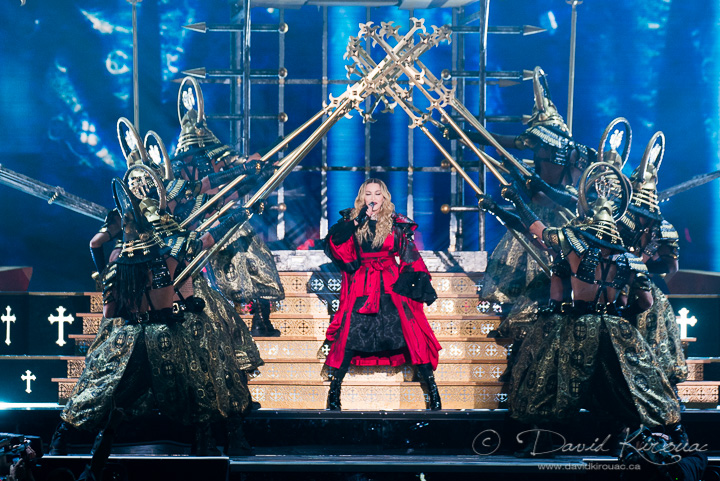
Madonna und ihre Tänzer während der Präsentation von Iconic

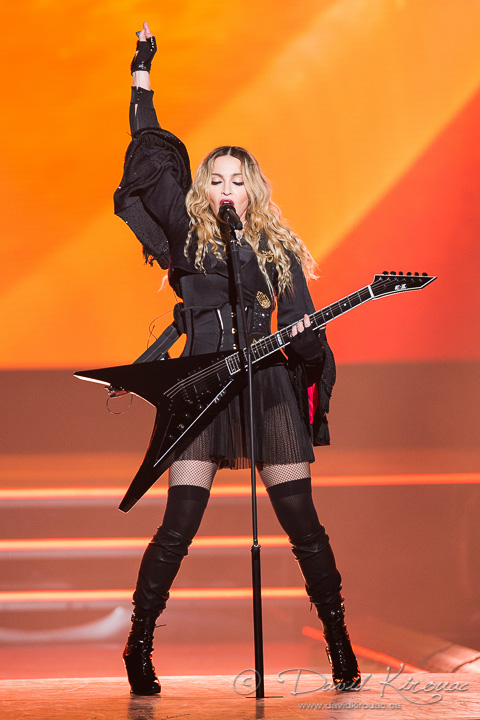
Madonna singt Burning Up

1. Revolution Intro (enthält Elemente aus Iconic und secretprojectrevolution)
2. Iconic
3. Bitch I'm Madonna
4. Burning Up
5. Holy Water / Vogue
6. Devil Pray
7. Messiah (Video Interlude)
8. Body Shop
9. True Blue
10. Deeper and Deeper
11. HeartBreakCity / Love Don't Live Here Anymore
12. Like a Virgin
13. S.E.X. / Justify My Love (Video Interlude)
14. Living for Love (Remix)
15. La Isla Bonita
16. Dress You Up / Into the Groove / Everybody / Lucky Star (Medley)
17. Who’s That Girl
18. Rebel Heart
19. Illuminati (Video Interlude)
20. Music / Give It 2 Me
21. Candy Shop
22. Material Girl
23. La vie en rose
24. Unapologetic Bitch
25. Holiday

## Shows
| Nordamerika        |                  |                        |                                            |
| 9. September 2015  | Montreal         | Kanada                 | Centre Bell                                |
| 10. September 2015 | Montreal         | Kanada                 | Centre Bell                                |
| 12. September 2015 | Washington, D.C. | Vereinigte Staaten     | Verizon Center                             |
| 16. September 2015 | New York City    | Vereinigte Staaten     | Madison Square Garden                      |
| 17. September 2015 | New York City    | Vereinigte Staaten     | Madison Square Garden                      |
| 19. September 2015 | Brooklyn         | Vereinigte Staaten     | Barclays Center                            |
| 21. September 2015 | Québec           | Kanada                 | Centre Vidéotron                           |
| 24. September 2015 | Philadelphia     | Vereinigte Staaten     | Wells Fargo Center                         |
| 26. September 2015 | Boston           | Vereinigte Staaten     | TD Garden                                  |
| 28. September 2015 | Chicago          | Vereinigte Staaten     | United Center                              |
| 1. Oktober 2015    | Detroit          | Vereinigte Staaten     | Joe Louis Arena                            |
| 3. Oktober 2015    | Atlantic City    | Vereinigte Staaten     | Boardwalk Hall                             |
| 5. Oktober 2015    | Toronto          | Kanada                 | Air Canada Centre                          |
| 6. Oktober 2015    | Toronto          | Kanada                 | Air Canada Centre                          |
| 8. Oktober 2015    | Saint Paul       | Vereinigte Staaten     | Xcel Energy Center                         |
| 11. Oktober 2015   | Edmonton         | Kanada                 | Rexall Place                               |
| 12. Oktober 2015   | Edmonton         | Kanada                 | Rexall Place                               |
| 14. Oktober 2015   | Vancouver        | Kanada                 | Rogers Arena                               |
| 17. Oktober 2015   | Portland         | Vereinigte Staaten     | Moda Center                                |
| 19. Oktober 2015   | San José         | Vereinigte Staaten     | SAP Center                                 |
| 22. Oktober 2015   | Glendale         | Vereinigte Staaten     | Gila River Arena                           |
| 24. Oktober 2015   | Las Vegas        | Vereinigte Staaten     | MGM Grand Garden Arena                     |
| 27. Oktober 2015   | Inglewood        | Vereinigte Staaten     | The Forum                                  |
| 29. Oktober 2015   | San Diego        | Vereinigte Staaten     | Valley View Casino Center                  |
| Europa             |                  |                        |                                            |
| 4. November 2015   | Köln             | Deutschland            | Lanxess Arena                              |
| 5. November 2015   | Köln             | Deutschland            | Lanxess Arena                              |
| 7. November 2015   | Prag             | Tschechien             | O2 Arena                                   |
| 8. November 2015   | Prag             | Tschechien             | O2 Arena                                   |
| 10. November 2015  | Berlin           | Deutschland            | Mercedes-Benz Arena                        |
| 11. November 2015  | Berlin           | Deutschland            | Mercedes-Benz Arena                        |
| 14. November 2015  | Stockholm        | Schweden               | Tele2 Arena                                |
| 16. November 2015  | Herning          | Dänemark               | Jyske Bank Boxen                           |
| 19. November 2015  | Turin            | Italien                | Torino Palasport Olimpico                  |
| 21. November 2015  | Turin            | Italien                | Torino Palasport Olimpico                  |
| 22. November 2015  | Turin            | Italien                | Torino Palasport Olimpico                  |
| 24. November 2015  | Barcelona        | Spanien                | Palau Sant Jordi                           |
| 25. November 2015  | Barcelona        | Spanien                | Palau Sant Jordi                           |
| 28. November 2015  | Antwerpen        | Belgien                | Sportpaleis                                |
| 29. November 2015  | Mannheim         | Deutschland            | SAP Arena                                  |
| 1. Dezember 2015   | London           | Vereinigtes Königreich | The O2 Arena                               |
| 2. Dezember 2015   | London           | Vereinigtes Königreich | The O2 Arena                               |
| 5. Dezember 2015   | Amsterdam        | Niederlande            | Ziggo Dome                                 |
| 6. Dezember 2015   | Amsterdam        | Niederlande            | Ziggo Dome                                 |
| 9. Dezember 2015   | Paris            | Frankreich             | Bercy Arena                                |
| 10. Dezember 2015  | Paris            | Frankreich             | Bercy Arena                                |
| 12. Dezember 2015  | Zürich           | Schweiz                | Hallenstadion                              |
| 15. Dezember 2015  | Manchester       | Vereinigtes Königreich | Manchester Arena                           |
| 16. Dezember 2015  | Birmingham       | Vereinigtes Königreich | Barclaycard Arena                          |
| 20. Dezember 2015  | Glasgow          | Vereinigtes Königreich | The SSE Hydro                              |
| Nordamerika        |                  |                        |                                            |
| 20. Januar 2016    | Atlanta          | Vereinigte Staaten     | Philips Arena                              |
| 23. Januar 2016    | Miami            | Vereinigte Staaten     | American Airlines Arena                    |
| 24. Januar 2016    | Miami            | Vereinigte Staaten     | American Airlines Arena                    |
| 27. Januar 2016    | San Juan         | Puerto Rico            | Coliseo de Puerto Rico José Miguel Agrelot |
| 28. Januar 2016    | San Juan         | Puerto Rico            | Coliseo de Puerto Rico José Miguel Agrelot |
| Asien              |                  |                        |                                            |
| 17. Februar 2016   | Hongkong         | Hongkong               | AsiaWorld-Arena                            |
| 18. Februar 2016   | Hongkong         | Hongkong               | AsiaWorld-Arena                            |
| 20. Februar 2016   | Macau            | Macau                  | Studio City Event Center                   |
| 21. Februar 2016   | Macau            | Macau                  | Studio City Event Center                   |
| 24. Februar 2016   | Manila           | Philippinen            | Mall of Asia Arena                         |
| 25. Februar 2016   | Manila           | Philippinen            | Mall of Asia Arena                         |
| Ozeanien           |                  |                        |                                            |
| 5. März 2016       | Auckland         | Neuseeland             | Vector Arena                               |
| 6. März 2016       | Auckland         | Neuseeland             | Vector Arena                               |
| 12. März 2016      | Melbourne        | Australien             | Rod Laver Arena                            |
| 13. März 2016      | Melbourne        | Australien             | Rod Laver Arena                            |
| 16. März 2016      | Brisbane         | Australien             | Brisbane Entertainment Centre              |
| 17. März 2016      | Brisbane         | Australien             | Brisbane Entertainment Centre              |
| 19. März 2016      | Sydney           | Australien             | Allphones Arena                            |
| 20. März 2016      | Sydney           | Australien             | Allphones Arena                            |